# Улица Патриса Лумумбы (Казань)
Улица Патриса Лумумбы (тат. Патрис Лумумба урамы, Patris Lumumba uramı) — улица в Советском районе Казани, частично проходящая через исторический район Клыковка. Названа в честь Патриса Лумумбы, конголезского государственного и политического деятеля.

## География
Начинаясь от пересечения с улицами Красной Позиции и Ершова, пересекает улицы Бондюжская, Гвардейская, Искра, Шуртыгина, Аэропортовская, проспектом Альберта Камалеева, проездом Юнуса Ахметзянова, и заканчивается пересечением с улицей Космонавтов.

## История

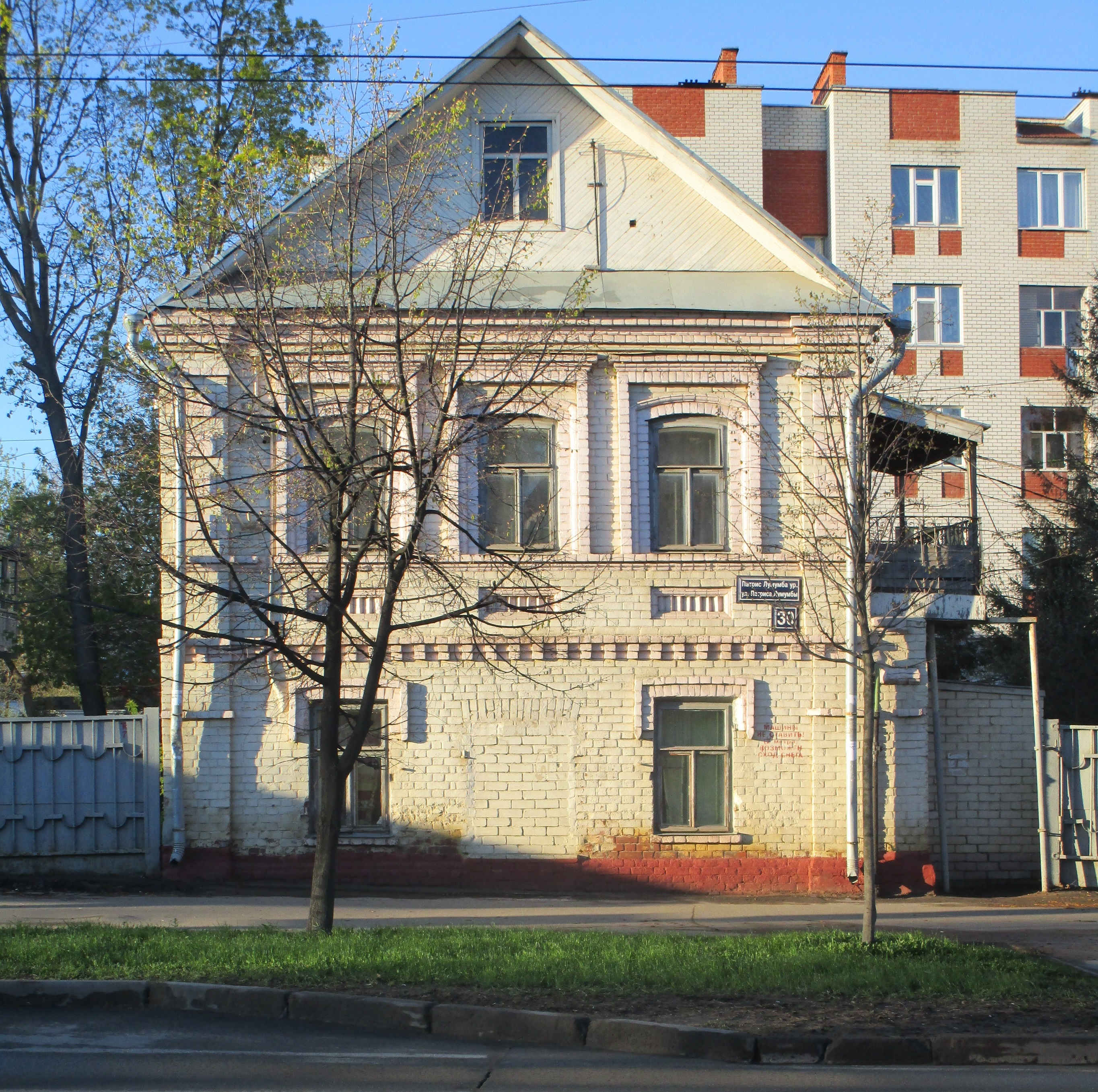
Самое старое здание на улице Патриса Лумумбы — дом № 30 1912 года постройки

Улица возникла не позднее 1912 года (дата постройки самого старого дома на улице) на территории Клыковской стройки, пригорода Казани. Первоначально имела название Мамадышский тракт.
На 1939 год на улице имелось около 40 домовладений: № 1, 5-23, 27-29 по нечётной стороне и № 2-44 по чётной; большинство домов были частными, 6 домов принадлежали домоуправлениям, дом № 20 принадлежал кирпичному заводу, а в доме № 14 располагалась средняя школа № 29. По некоторым данным, некоторое время называлась улицей Валея Хуснутдинова, в честь революционера Валиуллы Хуснутдинова (Усманова). Решением исполкома Казгорсовета № 413 от 14 июня 1961 года переименована в улицу Патриса Лумумбы.
Застройка улицы многоквартирными жилыми домами началась в 1950-е — 1960-е годы в начальной и средней части улицы, многоквартирные жилые дома, построенные на территории старого аэропорта в 1990-е и 2000-е, также получили адресацию по улице.
После вхождения Клыковской стройки в состав Казани административно относилась к 3-й части города; после введения в городе деления на административные районы относилась к Бауманскому (до 1935), Молотовскому (с 1957 года Советскому, 1935—1973), Вахитовскому и Советскому (1973—1994) и Советскому (с 1994) районам.

## Примечательные объекты
- № 1/111 — жилой дом Казанской КЭЧ.[15]
- № 4 — ДОСААФ по Республике Татарстан.
- № 11/31 — ресторан «Акчарлак» (снесён).
- № 13 — жилой дом министерства сельского хозяйства.[16]
- № 17 — жилой дом управления трудовых резервов.[17]
- № 22/2, 24/1 — жилые дома фабрики «Заря».[18]
- №№ 23/16, 31 — жилые дома ПО «Татмебель».[19]
- № 28 — жилой дом завода резино-технических изделий.[20]
- № 30 — жилой дом 1912 года постройки.[2]
- №№ 32, 34 — жилые дома ТПШО по выпуску костюмов.[21]
- № 35, 37, 39, 41, 56, 57, 46, 47 — жилые дома Казанского авиапредприятия.[22][23]
- № 36 — жилой дом швейной фабрики № 4.[24]
- № 38а/1 — ЖК «Лазурные небеса», на момент постройки — самое высокое здание Казани.[25]
- № 40/1 — военный комиссариат Республики Татарстан.[26]
- № 47а — здание бывшего Казанского аэровокзала (1954 год).[27]
- № 47а/1/27/1 — Казанский ипподром.
- № 49 — бывшее общежитие Казанского авиапредприятия.[28]
- № 52 — Советское РУВД.

## Транспорт
На улице расположены несколько остановок общественного транспорта: «Красной Позиции», «Патриса Лумумбы», «проспект Альберта Камалеева» (все — троллейбусные). По улице проходят маршруты троллейбусов № 3 (бывший № 20), 5 (бывший № 21). На пересекающей улицу Гвардейской улице находится трамвайная остановка «Патриса Лумумбы».
Троллейбусное движение по улице началось в 1955 году с маршрута № 2 (закрыт в 2008), к которому в 1959 году добавился № 5, закрытый в 1963 году. В разное время через улицу проходили маршруты № 16, 20, 21, 22.

## Известные жители
На улице проживал генеральный директор ОАО «Татмелиорация» Анвар Залаков (дом № 56).